# Nepravidelná galaxie

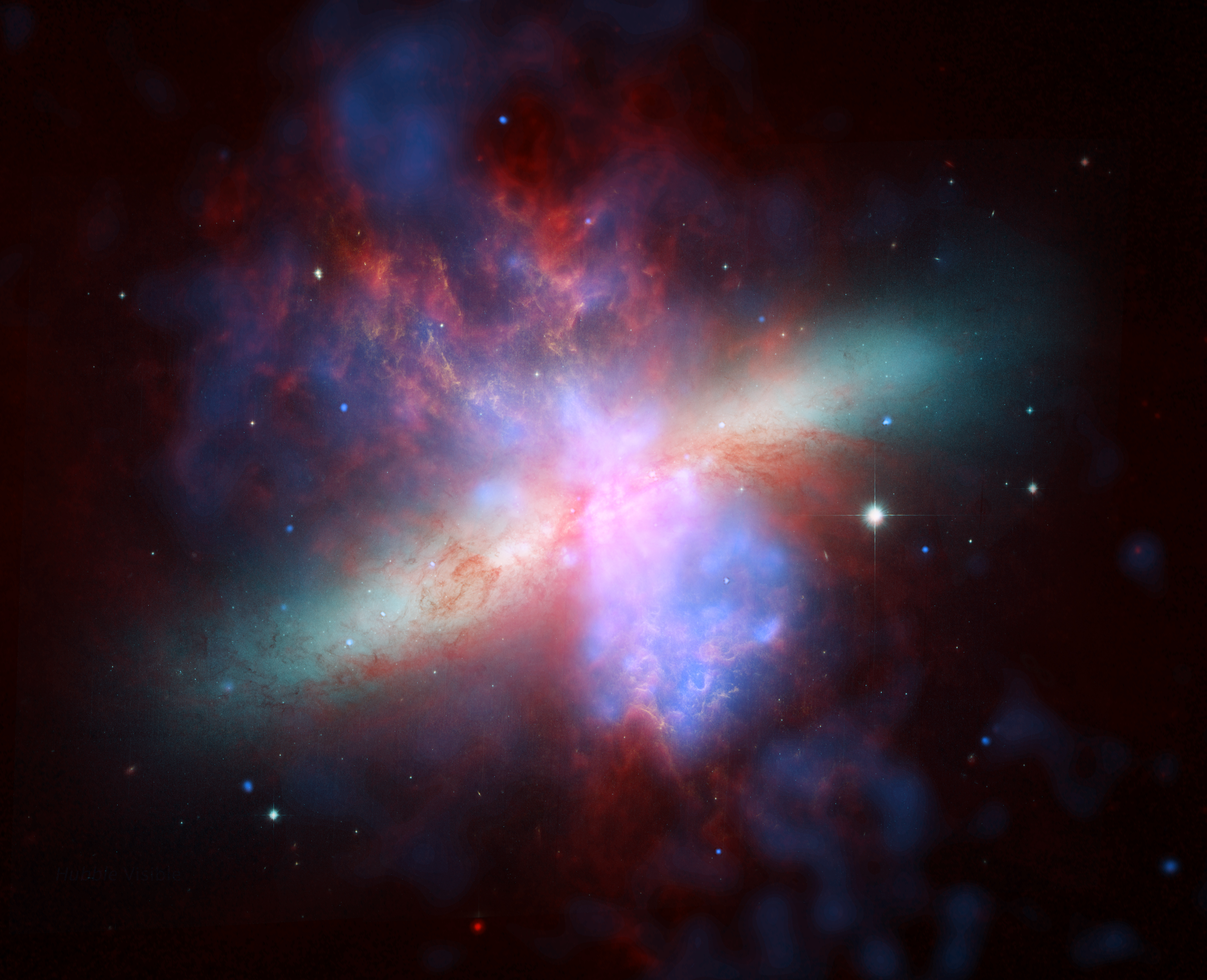
Nepravidelná galaxie M82

Nepravidelná galaxie je galaxie, která nespadá do Hubbleovy klasifikace galaxií. Její vzhled je chaotický, bez náznaku spirálních ramen nebo eliptického vzhledu. Všeobecně se předpokládá, že čtvrtina z celkového počtu galaxií jsou galaxie nepravidelné. Většina nepravidelných galaxií jsou původem spirální nebo eliptické, deformované působením gravitace do nepravidelného tvaru.
Podle Edwina Hubbla se dělí na dva základní typy:
1. Typ Irr-I – vykazuje určitou strukturu, ale ne dostatečnou pro zařazení do Hubbleovy posloupnosti. Dle de Vaucouleurse se rozděluje ještě na dva podtypy – Sm s náznakem spirální struktury a ostatní Im.
2. Typ Irr-II – galaxie nevykazující žádnou strukturu příbuznou s Hubbleovou posloupností.

Třetím typem jsou trpasličí galaxie označované jako dl nebo dlrrs. Tento třetí typ se jeví jako důležitý pro porozumění celkového vývoje galaxií, protože obsahují nižší množství těžších prvků a vyšší množství plynů, tak jak to předpokládáme u nejranějších galaxií ve vesmíru. Trpasličí galaxie mohou reprezentovat lokální a tedy nedávné slabé modré galaxie známé z HDF (Hubbleovo hluboké pole).
Některé z nepravidelných galaxií jsou spirální galaxie, které byly zdeformované gravitací svého většího souseda.
Obě Magellanova mračna byla původně také považována za nepravidelné galaxie. Později, po odhalení jejich spirální struktury, byly překlasifikovány na spirální galaxie typu SBm.
Typickým příkladem je např. galaxie M82 v souhvězdí Velké medvědice, galaxie Leo A v souhvězdí Lva, nebo galaxie NGC 1569 a NGC 3109 ze souhvězdí Žirafy a souhvězdí Hydry.